# Воронезький фронт
Воро́незький фронт — оперативно-стратегічне об'єднання радянських військ у Другій світовій війні. Сформований 7 липня 1942 року з частини сил лівого крила Брянського фронту.
Війська Воронезького фронту в липні 1942 року брали участь у Воронезько-Ворошиловградській операції, у грудні 1942 у контрнаступі під Сталінградом, у січні 1943 року успішно здійснили Острогозько-Россошанську операцію, брали участь у Воронезько-Касторненській операції (січень-лютий 1943). Також брали участь у Курській битві та у Бєлгородсько-Харківській операції (1943). Після виходу лінії фронту на рубежі Дніпра 20 жовтня 1943 року Воронезький фронт був перейменований на 1-й Український.

## Командувачі
- генерал-лейтенант (згодом генерал-полковник) Пилип Голіков (липень 1942, жовтень 1942 — березень 1943);
- генерал-лейтенант (згодом генерал-полковник, генерал армії) Микола Ватутін (липень—жовтень 1942, березень—-жовтень 1943).